# The Undying Darkness
Undying Darkness è il quinto album dei Caliban, pubblicato nel 2007, ed è stato prodotto da Anders Fridén.

## Tracce
1. Intro – 1:05
2. I Rape Myself – 3:24
3. Song About Killing – 3:19
4. It's Our Burden to Bleed – 3:49
5. Nothing Is Forever – 3:54
6. Together Alone – 3:10
7. My Fiction Beauty – 4:41
8. No More 2nd Chances – 4:04
9. I Refuse to Keep on Living... – 5:01
10. Sick of Running Away – 3:48
11. Moment of Clarity – 2:40
12. Army of Me – 3:33
13. Room of Nowhere – 3:44

## Line-Up
- Andy Dörner - voce
- Marc Görtz - chitarra
- Patrick Grün - batteria
- Denis Schmidt - chitarra, voce
- Marco Schaller - basso

### Partecipazioni
- Mille Petrozza (Kreator)
- Tanja Keilen (Sister Love)